# Niesitz
Niesitz ist ein Teilort von Ebnat, einem Stadtbezirk von Aalen.

## Lage und Verkehrsanbindung
Niesitz liegt südöstlich des Stadtkerns von Aalen und südlich von Ebnat und ist mit der Kreisstraße K 3033 an den Verkehr angebunden.
Der Weiler liegt auf einer Hochfläche der Schwäbischen Alb, dem Härtsfeld.

## Geschichte
Niesitz wurde das erste Mal 1298 als Besitz des Klosters Neresheim als Nioseze erwähnt. Wahrscheinlich starb der Ort nach der Schlacht von Giengen im Bayerischen Krieg komplett aus, 1768/72 wurden durch Abt Benedikt eine Ziegelei und zwei Bauernhöfe neu angelegt.